# Odpočívej v pokoji
Odpočívej v pokoji (v anglickém originále Six Feet Under) je americký televizní seriál, natočený v letech 2001-2005 v produkci společnosti HBO. První série se ve Spojených státech amerických začala vysílat 3. června 2001 a poslední pátá série skončila 21. srpna 2005. V Česku byl seriál uváděn v českém znění na stanicích HBO a ČT2.

## Vznik
Tvůrcem seriálu je Alan Ball, známý filmovým divákům jako scenárista oscarového snímku Americká krása (1999). Jeho tvůrčí otisk je také na seriálu víc než patrný, v kresbě postav, střídání humorných scén s tragickými výjevy. Pilotní díl Odpočívej v pokoji je jeho režijní debut a hned byl za něj nominován na cenu Emmy a DGA. Kromě Alana Balla se na seriálu podíleli další zajímaví režiséři, např. Miguel Arteta, Lisa Cholodenková a Alan Taylor, dále Rodrigo García (syn spisovatele Gabriela Garcíi Márqueze) nebo známá herečka Kathy Batesová, která si v seriálu zahrála přítelkyni Ruth Fisherové.

## Příběh
Děj se odehrává okolo rodiny Fisherů, kteří žijí na předměstí Los Angeles. Ve stejném domě provozují rodinný podnik: pohřební ústav Fisher & synové. První díl začíná 24. prosince 2000. Prvorozený syn Nate Fisher mladší se po dlouhé době vrací domů na svátky. Před lety odešel, protože nechtěl převzít rodinný podnik a nepohodl se proto s otcem. Avšak tento den má jeho otec Nathaniel Fisher starší smrtelnou automobilovou nehodu. Syn se díky otcově závěti stane partnerem v pohřebním podnikání se svým bratrem Davidem. Do rodinného klanu Fisherů patří také matka Ruth a nejmladší dcera Claire.
Tento seriál není jen obyčejné drama jedné rodiny. Tím hlavním okolo čeho se zde vše točí je téma smrti. Na začátku každého dílu někdo zemře a tato smrt udává atmosféru celému dílu. Druhy úmrtí jsou různé od těch nejčastějších jako infarkt nebo utonutí až po syndrom náhlého úmrtí kojenců. Klade se tu otázka, jak je vůbec možné vyrovnat se se smrtí blízké osoby nebo vlastního dítěte.
Další zajímavostí a jedinečností tohoto seriálu je to, že hrdinové mohou mluvit s mrtvými osobami. Tyto dialogy, které by měly být pouze v mysli hrdinů, zde dostávají reálnou podobu. Proto například Fisherovi mohou mluvit se svým zesnulým otcem, ale i s jinými mrtvými. Podobně nereálná může být konverzace žijících postav. Nikdy nejde přesně poznat, kdy se reálný dialog změní v imaginární. Divák se to vždy dozví až zpětně.

## Lokace
Děj se povětšinou odehrává v domě Fisherů, kde všichni bydlí. Nachází se tu i obřadní místnost pro pohřby, místnost pro přijímání zákazníků a pod domem je přípravna a mrazák pro mrtvé. Tento dům je skutečně situovaný v Los Angeles ve čtvrti West Adams.

## Hlavní postavy
- Nathaniel „Nate“ Fisher mladší (Peter Krause, česky namluvil Jan Šťastný) – prvorozený syn Nathaniela st. a Ruth Fisherových, dlouho se vyhýbal zodpovědnosti, po smrti otce není zpočátku příliš nadšen myšlenkou řízení rodinného podniku, měl vztah s Brendou Chenowith
- David Fisher (Michael C. Hall, česky namluvil Saša Rašilov mladší) – druhorozený syn Fisherových – gay, své matce Ruth to oznámil až po smrti otce
- Claire Fisher (Lauren Ambrose, česky namluvila Barbora Munzarová) – nejmladší z dětí, studuje střední školu a vyrovnává se s tím, že její otec je ředitelem pohřebního ústavu
- Ruth Fisherová (Frances Conroy, česky namluvila Dana Syslová) – smrt manžela ji zasáhne asi nejvíce z rodiny, vyčítá si totiž, že během manželství měla poměr se svým kadeřníkem
- Nathaniel Fisher starší (Richard Jenkins) – hned v první epizodě zemře, poté se v seriálu průběžně objevuje a v imaginárních rozhovorech rozmlouvá s jednotlivými členy rodiny
- Federico Diaz (Freddy Rodriguez, česky namluvil Jan Dolanský) – pracuje u Fisherů jako zřízenec pohřebního ústavu (zaměstnal jej Nathaniel Fisher sr. jako pomocníka), upravuje mrtvé pro obřady do otevřených rakví
- Brenda Chenowithová (Rachel Griffithsová, česky namluvila Vanda Hybnerová) – seznámí se s Natem těsně před automobilovou nehodou jeho otce, nese si trauma z vlastní rodiny, její rodiče byli totiž oba psychiatři
- Billy Chenowith (Jeremy Sisto) – bratr Brendy, má psychické problémy, pobýval v léčebně, chová se nevyzpytatelně
- Keith Charles (Mathew St. Patrick) – Davidův přítel, pracoval jako policista, chodí pravidelně do kostela a kvůli vlivu despotického otce z dětství má problém s potlačováním agresivity

## Znělka
Úvodní melodii k seriálu s výrazným hobojovým partem vytvořil známý skladatel filmových melodií Thomas Newman.

## Díly a řady
V průběhu let 2001 a 2005 bylo odvysíláno pět řad seriálu, první tři po 13 dílech, zbylé dvě po 12 dílech. Celkem tak vzniklo 63 dílů.
| Řada | Díly | Premiéra v USA  | Premiéra v USA | První díl      | Poslední díl    |
| Řada | Díly | První díl       | Poslední díl   | První díl      | Poslední díl    |
| ---- | ---- | --------------- | -------------- | -------------- | --------------- |
| 1    | 13   | 3. června 2001  | 19. srpna 2001 | 2. března 2002 | 25. května 2002 |
| 2    | 13   | 3. března 2002  | 2. června 2002 | 6. února 2003  | 1. května 2003  |
| 3    | 13   | 2. března 2003  | 1. června 2003 | 3. února 2004  | 27. dubna 2004  |
| 4    | 12   | 13. června 2004 | 12. září 2004  | 1. února 2005  | 19. dubna 2005  |
| 5    | 12   | 6. června 2005  | 21. srpna 2005 | 3. ledna 2006  | 21. března 2006 |